# Eduardo Martínez Somalo
Eduardo Martínez Somalo, född 31 mars 1927 i Baños de Río Tobía i La Rioja, död 10 augusti 2021 i Vatikanstaten, var en spansk kardinal i Romersk-katolska kyrkan. Han tjänade som camerlengo från den 5 april 1993 till den 4 april 2007.
Han utsågs 1988 till kardinaldiakon av Il Gesù.